# Al-Mukharram al-Tahtani
Al-Mukharram al-Tahtani (tiếng Ả Rập: مخرم التحتاني) là một ngôi làng ở miền trung Syria, một phần hành chính của Tỉnh Homs, nằm ở phía đông bắc của Homs. Các địa phương lân cận bao gồm Ayn al-Niser ở phía tây, Umm al-Amad ở phía tây nam, al-Mukharram ở phía đông nam và Danibah và Khunayfis ở phía bắc. Theo Cục Thống kê Trung ương Syria (CBS), al-Mukharram al-Tahtani có dân số 3.035 trong cuộc điều tra dân số năm 2004.